# Králík pouštní
Králík pouštní (Sylvilagus audubonii) je savec z čeledi zajícovitých, který se vyskytuje na západě USA a v Mexiku. Tělo dospělého jedince měří 38–42 cm a ocas měří 6 cm. Jeho biotopem jsou suché otevřené oblasti a nízké křoviny. Živí se rostlinami, větvičkami a kůrou. Nevytváří kolonie. Nory si hloubí vzácně, ale může využívat nory jiných živočichů (například psounů) nebo spát v prohlubních v zemi. V přírodě se zřídka dožívá více než dvou let vzhledem k tomu, že má mnoho predátorů. Samice může mít několik vrhů mláďat do roka.